# Vier-Geraden-Problem

Das Vier-Geraden-Problem fragt in der euklidischen Geometrie bei vier gegebenen Geraden nach dem geometrischen Ort aller Punkte P, bei denen das Produkt der Entfernungen von P zu zwei der Geraden proportional zum Produkt der Entfernungen von P zu den beiden anderen Geraden ist:
k = |PQ|/|PR|·|PS|/|PT| = const.
Die Punkte ebenso wie die Geraden liegen in der euklidischen Ebene und die Abstände werden wie im Bild entlang von Geraden definiert, die die gegebenen Geraden in einem bestimmten Winkel α schneiden. Üblicherweise ist der Winkel aber ein rechter mit α=90°, sodass die Abstände zum Fußpunkt auf den Geraden gemessen werden.
Es stellt sich heraus, dass die geometrischen Orte Kegelschnitte sind, und das gilt auch bei der Verallgemeinerung auf mehr als vier Geraden. Das Vier-Geraden-Problem (englisch Four-Lines Locus) hatte große Bedeutung in der Geometriegeschichte.

## Geschichte
Der griechische Geometer Pappos von Alexandria hatte das Problem von Apollonios von Perge übernommen, der schon vermutete, dass der gesuchte geometrische Ort ein Kegelschnitt sei. René Descartes konnte 1637 diese Vermutung mit Hilfe der von ihm begründeten analytischen Geometrie bestätigen und zudem auf n Geraden verallgemeinern. Das Problem umfasst mit seinen Erweiterungen mehr als die Hälfte der Bücher I und II seiner Géométrie. Isaac Newton behandelte das Problem in seiner Principia rein geometrisch und wies nach, dass der geometrische Ort bei vier Geraden ein Kegelschnitt ist.

## Analytische Geometrie
Die Herleitung der Kegelschnitte ist besonders einfach, wenn die Abstände senkrecht zu den Geraden gemessen werden. In der xy-Ebene ist eine Gerade durch die lineare Funktion
y = m·x + n
mit reeller Steigung m und reellem Ordinatenabschnitt n gegeben. Der Fußpunkt F(xF,yF) eines Punktes P(x,y) auf dieser Geraden hat die Koordinaten
{\displaystyle {\mathsf {x_{F}={\frac {x+m(y-n)}{1+m^{2}}},\;y_{F}={\frac {m(x+m\,y)+n}{1+m^{2}}}}}}
und der Abstand von F zu P ist
{\displaystyle {\mathsf {|PF|={\frac {m\,x+n-y}{\sqrt {1+m^{2}}}}}}}

Lösung des Vier-Geraden-Problems mit Ellipse (blau), Parabel (türkis), Geraden (magenta) und Hyperbeln (braun und gelb)

also eine lineare Funktion der Koordinaten des Punktes P. Wenn P auf der Geraden liegt, dann ist dieser Abstand null, aber das muss P natürlich nicht. Wenn die Messrichtung des Abstandes nicht senkrecht zur Geraden, sondern in einem beliebigen Winkel α zur Geraden ist, dann muss obiger Wert lediglich durch sin(α) dividiert werden. Der Abstand von F zu P ist also auch im allgemeinen Fall eine lineare Funktion der Koordinaten des Punktes P.
Der in der Einleitung angegebene Bruch, der für alle Punkte P konstant sein soll, hat damit die Form:
{\displaystyle {\mathsf {k:={\frac {|PQ|}{|PR|}}\cdot {\frac {|PS|}{|PT|}}={\frac {\frac {m_{Q}\,x+n_{Q}-y}{\sqrt {1+m_{Q}^{2}}}}{\frac {m_{R}\,x+n_{R}-y}{\sqrt {1+m_{R}^{2}}}}}\cdot {\frac {\frac {m_{S}\,x+n_{S}-y}{\sqrt {1+m_{S}^{2}}}}{\frac {m_{T}\,x+n_{T}-y}{\sqrt {1+m_{T}^{2}}}}}}}}
Darin ist mQ die Steigung und nQ der Ordinatenabschnitt der Geradengleichung derjenigen Geraden, die im Bild den Fußpunkt Q enthält, und für die anderen Geraden entsprechend. Die Wurzeln sind in der Problemstellung Konstanten, weswegen mit k auch
{\displaystyle {\mathsf {C:={\frac {(m_{Q}\,x+n_{Q}-y)(m_{S}\,x+n_{S}-y)}{(m_{R}\,x+n_{R}-y)(m_{T}\,x+n_{T}-y)}}}}}
konstant ist. Multiplikation beider Seiten mit dem Nenner, ausmultiplizieren und zusammenfassen führt auf die Quadrik
a11·x2 + a12·x·y + a22·y2 + b1·x + b2·y + c = 0
mit
| a11 | = | C mR mT − mQ mS,         | b1 | = | C ( mR nT + mT nR ) − mQ nS − mS nQ, |
| a12 | = | mS + mQ − C ( mR + mT ), | b2 | = | nS + nQ − C ( nR + nT ),             |
| a22 | = | C − 1,                   | c  | = | C nR nT − nQ nS.                     |
Wenn der Punkt P(x,y) auf den Verbindungsgeraden der Schnittpunkte der Geraden liegt (P3 und magenta Geraden im Bild), dann verschwindet diese Quadrik für alle x. Andernfalls liefert die Hauptachsentransformation der Quadrik die Gleichungen der Kegelschnitte:
0 = λ1 ξ2 + λ2 η2 + μ ξ + ν η + c
mit
| λ1,2 = {\displaystyle {\mathsf {{\frac {1}{2}}\left(a_{11}+a_{22}\pm {\sqrt {(a_{11}-a_{22})^{2}+a_{12}^{2}}}\right)}}} |   |                           |   |   |                       |
| ξ | = | cos(γ) x + sin(γ) y,      | η | = | −sin(γ) x + cos(γ) y  |
| μ | = | b2 sin(γ) + b1 cos(γ),    | ν | = | b2 cos(γ) − b1 sin(γ) |
| γ | = | atan2( 2(λ1 − a11), a12 ) |   |   |                       |
Der Winkel γ gibt den Winkel an, um den die Kegelschnitte gegenüber der x-Achse geneigt sind. Jenachdem λ1·λ2 kleiner, gleich oder größer als null ist, handelt es sich um eine Hyperbel, Parabel oder Ellipse.
Das Bild enthält zu den im einleitenden Bild gegebenen Geraden für fünf Punkte P1,…,5 die geometrischen Orte, in denen alle Punkte dieselbe Konstante k besitzen wie P1,…,5:
- P1,2: Hyperbeln (gelb und braun),
- P3: Geraden (magenta),
- P4: Parabel (türkis),
- P5: Ellipse (blau).